# Koseze, Ilirska Bistrica
Koseze je naselje v Občini Ilirska Bistrica.